# Antonín Tuvora
Antonín Tuvora, též Anton Tuwora (28. srpna 1747 Mnichovo Hradiště – 1807 Praha) byl český malíř.

## Život
Pokřtěn byl jako Jan Antonín, syn Josefa Tuvory a jeho manželky Kateřiny.
Byl žákem Jana Václava Bergla (1718–1789). V Praze měl dekoratérskou dílnu v domě U Sladkých, ve které pracoval v letech 1794–1798 Antonín Machek.

## Dílo
Je uváděn jakou autor fantastických čínských vedut. V Praze jsou v tomto druhu výmaleb jeho dílem postavičky Číňanů v jednom pokoji v palácovém domě vedle Toskánského paláce na Hradčanském náměstí; též vyzdobil přijímací salón v Břevnovském klášteře.
Malbami Antonína Tuvory je vyzdoben taneční sál zámku v Nebílovech. Jedná se o jeho nejrozsáhlejší známé dílo. Restaurování, které započalo v roce 1968, bylo dokončeno až v roce 2013. Jeho malby lze nalézt i na zámcích Kozel, Chrast, Nelahozeves a Šťáhlavy. Pro kostel ve Smečně namaloval roku 1787 hlavní oltářní obraz.